# エクストロピアニズム
エクストロピアニズム（英:Extropianism）、またはエクストロピー哲学、エクストロピー思想、エクストロピー主義とは、「人間性を継続的に改善するための進化する価値観と基準の枠組み」である。エクストロピアニストは、科学技術の進歩がいつか人々に無期限の寿命をもたらすと信じている。エクストロピアニストは、この目標に貢献することを望む場合もあり、例えば研究開発を行ったり、新技術のテストに自ら志願したりすることがある。
この思想は、哲学者マックス・モアが『エクストロピーの原則』で発表した一連の原則に基づいている。エクストロピアニズムの思考は、合理性と実践的な楽観主義を強調している。モアによれば、これらの原則は「特定の信念、技術、政策を示すものではない」という。エクストロピアニストは未来に対して楽観的な見方を共有しており、計算能力の飛躍的進歩や抗老化医学、ナノテクノロジーなどの大きな進展を期待している。エクストロピアニストの多数派は、無期限の寿命や不死の実現、そして将来の生物医学技術やマインドアップロードによって、冷凍保存された身体や脳が回復されることを見込んでいる。

## エクストロピー
「エクストロピー」という用語は、「エントロピー」の対義語として、1967年の低温物理学に関する学術書で使用され、1978年にはサイバネティクスに関する学術書でも言及された。1983年には、ダイアン・デュアンが「エクストロピー」という用語を初めて人類の潜在的なトランスヒューマン的運命を示すために使用した。また、同年にJ. Neil Schulmanのプロメテウス賞受賞作『The Rainbow Cadenza』が出版され、その中で「エクストロピック」という言葉が視覚的音楽の一種の尺度として用いられている。「エクストロピー」という概念は、トム・ベル（T.O. Morrow）によって造語され、1988年にマックス・モアによって「生命または組織システムの知性、機能的秩序、活力、エネルギー、生命、経験、そして改善と成長への能力および推進力の度合い」と定義された。エクストロピーは、哲学や科学において厳密に定義された技術用語ではなく、比喩的な意味で単にエントロピーの対義語を表現しているに過ぎない。

## エクストロピー研究所
1986年、マックス・モアは人体冷凍保存の研究組織であるアルコーに加入し、マイケル・プライス、ガレット・スマイス、ルイジ・ウォーレンと共に、最初のヨーロッパの人体冷凍保存団体であるMizar Limited（後のAlcor UK）を設立した。1987年、モアはイギリスのオックスフォード大学からロサンゼルスに移り、南カリフォルニア大学で哲学の博士号取得のための研究を始めた。
1988年に『Extropy: The Journal of Transhumanist Thought』が創刊された。（初期の数号は『Extropy: Vaccine for Future Shock』というタイトルだった。）この雑誌は、人工知能、ナノテクノロジー、遺伝子工学、抗老化医学、マインドアップロード、予測市場、ロボティクス、宇宙探査、ミーム学、トランスヒューマニズムの政治・経済などに関心を持つ思想家を集めた。やがて代替メディアがこの雑誌を取り上げ、同様の思想を持つ人々の関心を引きつけた。後にモアとトム・ベルは、非営利の教育団体であるエクストロピー研究所（Extropy Institute）を共同設立した。この「ExI」は、トランスヒューマニズムのネットワーキングと情報発信の拠点として設立され、現代の科学的理解と批判的かつ創造的な思考を活用し、人類に開かれた新たな能力を理解するための一連の原則や価値を定義することを目指していた。
2006年、エクストロピー研究所の理事会は、組織の使命が「基本的に達成された」として、研究所を解散する決定を下した。

## 関連ページ
- バイオパンク
- Cyborg anthropology
- 民主的トランスヒューマニズム
- Eclipse Phase, a tabletop game which uses the philosophy in its futuristic setting.
- 効果的加速主義
- Futures studies
- ホーリズム
- Omega Point
- Meliorism
- ネゲントロピー
- ポストヒューマン
- Proactionary Principle
- ロシア宇宙主義
- Sustainability
- Systems philosophy
- Systems thinking
- トランスヒューマニズム

## 参照
1. 1 2  Max More (2003年). “Principles of Extropy (Version 3.11) : An evolving framework of values and standards for continuously improving the human condition”.   Extropy Institute. 2013年10月15日時点のオリジナルよりアーカイブ。 Template:Cite webの呼び出しエラー：引数 accessdate は必須です。
2. ↑  Cryogenics, IPC Science and Technology Press, vol. 7, pg. 225 (1967)
3. ↑  Proceedings of the Fourth International Congress of Cybernetics & Systems: "Current Topics in Cybernetics and Systems", pg. 258 (1978)
4. ↑  Duane, Diane. "The Wounded Sky" (1983)
5. ↑  Schulman, J. Neil (July 1999). The Rainbow Cadenza. Pulpless.Com. p. 211. ISBN 978-1584451235 2018年6月13日閲覧。
6. ↑  “The Alcor Team”. 2016年5月26日閲覧。
7. ↑  “Next Steps”.   Extropy Institute (2006年). 2011年2月25日時点のオリジナルよりアーカイブ。2006年5月5日閲覧。